# Provincia de Bushehr
Bushehr ([buːˈʃehr] en persa: بوشهر‎ Ostān-e Būšehr) es una de las 31 provincias de Irán, localizada al sur del país con una larga costa en el golfo Pérsico. Su capital es Bandar-e-Bushehr. Los portugueses conquistaron su capital en 1506 y fueron expulsados casi un siglo después.

## Central atómica
Rusia construye una central nuclear en el sitio desde finales de 1998 que se firmó por contrato, la central tendrá una potencia de 1000 MW. En diciembre de 2007 la parte Rusa entregó 80 toneladas de Uranio para la central después que Irán realizara el pago.
El costo total del proyecto se estima entre $700 millones y 1200 millones de dólares.

## Personas destacadas
- Sadeq Chubak, escritor iraní de ficción corta, drama y novelas.

## Demografía
| Gráfica de evolución de Provincia de Bushehr entre 2006 y 2016 |
|                                                                |